# Соусканиха
Соуска́ниха — село в Красногорском районе Алтайского края России. Административный центр сельского поселения Соусканихинский сельсовет.
Село является крупным населённым пунктом в районе.

## География
Село находится на небольшой реке Соусканиха, берущей начало из родника. Между этими реками, в пойме реки Бия, располагается село.
Местность гористая, относится к области Приобского плато, граничит с Республикой Алтай. На территории района много рек и заболоченных горных долин. Недалеко от поселения есть гора Большая Тесьпа, высота которой 567 м. С неё открывается вид на уникальный ленточный бор вдоль реки Бия.
географическое положение
Соусканиха находится в 60 км от города Бийска
Ближайшие села:
- Каменка
- Лебяжье

## История
Село основано в 1857 году переселенцами из Центральной России.
История наименования села имеет несколько версий. По одной из них, наименование происходит от алтайского слова «сангыскан», что значит «сорока». Другая версия связывает название с составным именем реки: Сангыскан, Соусканиха. Су — по-кумандински «вода», «кан» — прятаться, нырять. Сускан — речка, которая прячется (ныряет).

## Население
| 1926 | 1997  | 1998 | 1999 | 2000 | 2001 | 2002 | 2003 | 2004 |
| ---- | ----- | ---- | ---- | ---- | ---- | ---- | ---- | ---- |
| 2916 | ↘1003 | ↘973 | ↘962 | ↘941 | ↗958 | ↘946 | ↘938 | ↘919 |
| 2005 | 2006  | 2007 | 2008 | 2009 | 2010 | 2011 | 2012 | 2013 |
| ↘905 | ↗908  | ↘905 | ↘873 | ↘815 | ↘721 | ↘719 | →719 | ↗720 |

национальный состав
Согласно результатам переписи 2002 года, в национальной структуре населения русские составляли 94 % от 943 жителей.

## Инфраструктура
социальные услуги
- Дом Культуры
- Школа — 73 школьника[9][10]
- Больница-амбулатория
- Аптека

Экономика
Основное направление — сельское хозяйство.
ООО Агрохолдинг «Алтайские поля» построил в селе Соусканиха мехток в 2017 году. Рядом строится складское помещение на 1000 кв. м, развивается растениеводство. В планах агрохолдинга строительство современного животноводческого комплекса, рассчитанного на 600 голов, выращивание кормовых культур, развитие промышленного комплекса по переработке животноводческой продукции. Жители села занимаются разведением домашних животных, пчеловодством, имеются фермерские хозяйства.
Также действуют:
- 6 магазинов[13]
- Администрация
- Почта[14]
- АТС

## Транспорт
Село доступно по дороге общего пользования регионального значения «Бийск — Усятское — Соусканиха — Верх-Кажа» (идентификационный номер 01 ОП РЗ 01К-34).